# 5341 Purgathofer
5341 Purgathofer è un asteroide della fascia principale. Scoperto nel 1960, presenta un'orbita caratterizzata da un semiasse maggiore pari a 2,1773272 UA e da un'eccentricità di 0,2067678, inclinata di 1,20074° rispetto all'eclittica. È intitolato ad Alois Purgathofer (1925 – 1984) astronomo austriaco.